# Persepolis (Iannis Xenakis)
Pour les articles homonymes, voir Persépolis (homonymie).
Persepolis est une composition électroacoustique « pour lumière et sons » créée en 1971 par Iannis Xenakis, pour la cérémonie d'ouverture de la cinquième édition du Festival des arts de Chiraz-Persépolis.
En 1969, Xenakis avait présenté dans ce même festival la composition Persephassa (1969), pour six percussions.
La représentation à l'ouverture du festival comporte des lasers, un cortège de 150 enfants portant des torches, et une composition électroacoustique sur huit pistes diffusée via un dispositif de 59 haut-parleurs.
Un film de 54 minutes réalisé par Pierre Andrégui documente les préparatifs de Xenakis pour la présentation de cette œuvre.

## Editions

### Première édition Philips (1972)
En 1972, une version stéréo sur vinyle de Persepolis est éditée en France par Philips dans la série "Prospective 21e Siècle", puis en 1974 au Japon. La composition est scindée en deux parties, "début" (22'50) et "fin" (23'50). La couverture comporte la phrase "Nous portons la lumière de la terre".

### Réédition Asphodel (2002)
En 2002, une édition sur double CD, intitulée Persepolis + Remixes Edition I, est publiée par le label américain Asphodel. Un nouveau mixage est réalisé pour cette édition par Daniel Teruggi aux studios INA-GRM sous la supervision de Xenakis. Le premier CD comporte l'œuvre originale, le deuxième CD présente neuf nouvelles interprétations, d'une durée de 9 à 15 minutes, par Otomo Yoshihide, Ryoji Ikeda, Zbigniew Karkowski, Antimatter, Francisco López, Merzbow et Ulf Langheinrich. Selon le critique Brian Olewnik, ce disque démontre l'influence de Xenakis sur deux générations de musiciens.
| 1. | Persepolis GRM Mix | Iannis Xenakis | 1:00:42 |

| 1. | Sans titre                      | Otomo Yoshihide    | 9:20  |
| 2. | Per Se                          | Ryoji Ikeda        | 8:35  |
| 3. | Doing By Not Doing              | Zbigniew Karkowski | 15:12 |
| 4. | Sans titre                      | Antimatter         | 9:59  |
| 5. | Glitchè                         | Construction Kit   | 5:00  |
| 6. | Untitled 113 For Iannis Xenakis | Francisco López    | 10:05 |
| 7. | Whorl                           | Laminar            | 7:05  |
| 8. | Sans titre                      | Merzbow            | 7:01  |
| 9. | Sans titre                      | Ulf Langheinrich   | 7:34  |

### Réédition Karlrecords (2018)
En 2018, une édition restaurée par l'ingénieur son Martin Wurmnest à partir des bandes magnétiques originales – des cartouches huit pistes – et mastérisée par Rashad Becker est éditée par le label Karlrecords,.